# الیاس-فلا سولیس (تگزاس)
الیاس-فلا سولیس (به انگلیسی: Elias-Fela Solis) یک منطقهٔ مسکونی در ایالات متحده آمریکا است که در تگزاس واقع شده‌است. الیاس-فلا سولیس ۳۰ نفر جمعیت دارد.